# Aminata Sallová
Aminata Sallová (* 8. června 1979) je bývalá kanadská zápasnice – judistka maurského původu.

## Sportovní kariéra
S judem začínala v Montréalu kam se s rodinou v devadesátých letech přistěhovala z africké Mauritánie. Vrcholově se připravovala pod vedením reprezentačního trenéra Sylvaina Héberta. V kanadské ženské reprezentaci se pohybovala od roku 2000 v pololehké váze do 52 kg. V roce 2004 a 2008 se na olympijské hry nekvalifikovala. Sportovní kariéru ukončila v roce 2009.

## Výsledky
| Turnaj                  | 2001           | 2002           | 2003           | 2004           | 2005           | 2006           | 2007           | 2008           |
| Turnaj                  | 22             | 23             | 24             | 25             | 26             | 27             | 28             | 29             |
| Turnaj                  | pololehká váha | pololehká váha | pololehká váha | pololehká váha | pololehká váha | pololehká váha | pololehká váha | pololehká váha |
| ----------------------- | -------------- | -------------- | -------------- | -------------- | -------------- | -------------- | -------------- | -------------- |
| Olympijské hry          |                |                |                | —              |                |                |                | —              |
| Mistrovství světa       | úč.            |                | úč.            |                | úč.            |                | úč.            |                |
| Panamerické hry         |                |                | 7.             |                |                |                | úč.            |                |
| Panamerické mistrovství | 1.             | 3.             | 1.             | —              | 3.             | 1.             | 5.             | 3.             |